# Groupe d'alimentation MTY
Groupe d’alimentation MTY (anglais : MTY Food Group) est une entreprise canadienne spécialisée dans la restauration.

## Histoire
En juillet 2006, MTY fait l'acquisition pour 7,6 millions de dollars de Sushi Shop au Canada, qui compte alors 47 points de vente. La société possède aussi les enseignes Bâton Rouge et Casa grecque.
En avril 2019, MTY annonce l'acquisition pour 253 millions de dollars de Papa Murphy, une entreprise américaine de pizzerias spécialisée dans les pizza à réchauffer chez soi.

## Principaux actionnaires
Au 18 mars 2020:
| Stanley Ma                     | 19,5% |
| Mawer Investment Management    | 9,60% |
| Manulife Investment Management | 7,69% |
| CI Investments                 | 5,68% |
| Segall Bryant & Hamill         | 2,71% |
| Fidelity Management & Research | 2,54% |
| Claude St-Pierre               | 2,05% |
| ODIN Forvaltning               | 1,95% |
| BC Investment Management       | 1,26% |
| Fiera Capital                  | 1,13% |